# Palestina (São Paulo)
Pour les articles homonymes, voir Palestina.
Palestina est une municipalité brésilienne de l'État de São Paulo et la Microrégion de São José do Rio Preto.